# Jezici Nove Kaledonije
234,000 stanovnika. Populacoja slijepih 30. Broj individualnih jezika iznosi 40, a jedan je izumro.
- Ajië jezik [aji] 4,040 (1996 census).
- Arhâ jezik [aqr] 35 (1996 census).
- Arhö jezik [aok] 62 (1996 census),
- Bislama [bis] 1,200 in New Caledonia (1982 SIL).
- Bwatoo [bwa] 300 (1982 SIL).
- Caac jezik [msq] 890 (1996 census).
- Cemuhî [cam] 2,050 (1996 census).
- Dehu [dhv] 11,300 (1996 census).
- Dumbea [duf] 950 (1996 census).
- Francuski jezik* [fra] 53.400 (1987).
- Fwâi jezik [fwa] 1,130 (1996 census).
- Haeke jezik [aek] 100 (1982 SIL).
- Haveke [hvk] 300 (1982 SIL).
- Hmwaveke [mrk] 300 (1982 SIL).
- Iaai jezik [iai] 1,560 (1996 census).
- Istočnofutunski jezik [fud] 3,000 in New Caledonia (1986).
- Jawe [jaz] 730 (1996 census).
- Mea [meg] 300 (1982 SIL).
- Neku [nek] 220 (1996 census).
- Nêlêmwa-Nixumwak jezik [nee] 950 (1996 census).
- Nemi [nem] 320 (2000 D. Tryon).
- Nengone [nen] 6,500 (2000 D. Tryon).
- Numee [kdk] 1,810 (1996 census).
- Nyâlayu [yly] 1,520 (1996 census).
- Novokaledonski javanski jezik [jas] 6,750 (1987).
- Orowe [bpk] 590 (1996 census).
- Paicî [pri] 5,500 (1996 census).
- Pije [piz] 160 (1996 census).
- Pwaamei [pme] 220 (1996 census).
- Pwapwa jezik [pop] 16 (1996 census).
- Tayo [cks] 2,000 (1996 C. Corne).
- Tiri [cir] 260 (1996 census).
- Zapadnouvejski (Fagauvea) jezik [uve] 1,110 (1996 census).
- Vamale [mkt] 150 (1982 SIL).
- Waamwang jezik [wmn] †
- istočnouvejski (walliški, Uvea) jezik [wls] 19,400 in New Caledonia (2000).
- Xârâcùù jezik [ane] 3,780 (1996 census).
- Xaragure jezik [axx] 570 (1996 census).
- Yuaga [nua] 1,990 (1996 census).
- Zire jezik [sih] 4 (1996 census).

## Vanjske poveznice
- Ethnologue (14th)
- Ethnologue (15th)